# Frédéric Paulhan
Frédéric Paulhan (Nîmes, 21 de abril de 1856 – 14 de março de 1931) foi um filósofo francês.
Este filósofo de pensamento livre, Dreyfusard, provavelmente um maçom, faz parte da corrente da psicologia francesa.

## Biografia
Nascido em uma família de pequenos comerciantes de tradição huguenote, Frédéric Paulhan fez estudos brilhantes no ensino médio de Nîmes, mas não considera o estudo superior. Vive alguns anos sem uma profissão reconhecida, mas lê, cultiva, escreve, caminha em direção à filosofia e está interessado em movimentos políticos republicanos. Colabora, já em 1877, na Revisão Filosófica de Theodule Ribot, desenha um número errado no sorteio para o serviço militar, mas é isento por estar gaguejando. Esse defeito barrou o caminho do ensino.
Em meio a uma revolta na administração municipal de Nîmes, que favorece os republicanos, Frédéric Paulhan foi nomeado em 1881 como sub-bibliotecário e depois bibliotecário em 1882. Durante os dezasseis anos de sua carreira, abalará os hábitos da instituição e soprará um vento do modernismo iluminado através dos métodos positivistas que lhe são queridos. Em 1884, casou-se com Jeanne Thérond, com quem teve um filho, o escritor e editor Jean Paulhan, nascido no mesmo ano.
No final do século, a instabilidade política do município refletiu na carreira de Paulhan. Renunciou em dezembro de 1896 e mudou-se para Paris, sem emprego. Continua escrevendo, ao mesmo tempo em que assiste assiduamente às casas de leilões e compra gravuras, desenhos, pastéis e algumas pinturas, com certo discernimento. Sua coleção será dispersa em 1934.
Em 1902, ele foi apoiado por Theodule Ribot para entrar na Academia de Ciências Morais e Políticas. Ganhou o Prêmio Jean-Reynaud em julho de 1928. 
Morreu em 14 de março de 1931, deixando uma obra importante. Está enterrado no cemitério parisiense de Bagneux sob um pequeno monumento de inspiração maçônica.